# Ramsen
Ramsen es una comuna suiza del cantón de Schaffhausen, situada en el exclave oriental del cantón, en la riviera superior del Rin. Limita al norte con las comunas de Gottmadingen (GER-BW) y Rielasingen-Worblingen (GER-BW), al sureste con Hemishofen, al sur con Diessenhofen (TG) y Wagenhausen (TG), al oeste con Gailingen am Hochrhein (GER-BW) y Buch.